# 著作権の形式的手続
著作権の形式的手続（ちょさくけんのけいしきてきてつづき、copyright formalities）とは、特定の法域で著作権を取得するために必要な法的な（一般的には法定の）要件のことである。一般的な著作権の形式的手続には、著作権登録、著作権更新、著作権表示、納本などがある。
著作権の発生要件についてでは、形式的手続を必要とするものを方式主義、手続を必要とせず、著作物が創作された時点で自動的に著作権が発生するとするものを無方式主義という。

## 利点と批判
著作権の形式的手続は、利用者や著作権者にとって一定のメリットがあった。第一に、著作権の状態の決定がかなり容易になることである。著作権者や著作された日付からなる著作権表示を著作物自体に記載することで、それを見るだけで、どのような著作物でも著作権が設定されていることが容易にわかる。著作権の登録と更新により、著作権者の記録が一元的に管理され、利用できるようになる。また、紛争が発生した場合に備えて、誰が著作権を所有しているかについての法的根拠のある記録を残すこともできた。
しかし、19世紀末には、著作権の形式的手続は創作者、特に作家に不必要な負担を強いるものとみなされるようになっていた。例えば、著作権表示の順番を間違えたり、誤った場所に記載したり、また、著作権の更新を適時に行わなかったりするなど、形式的手続を守らなかった場合には、著作権を失うことになるだろうと考えられていた。そこで、ヴィクトル・ユーゴーやその他の作家たちは、著作権の形式的手続の撤廃を求めて運動を展開した。その結果、1908年のベルヌ条約の改正で、条約加盟国に対し著作権の形式的手続を課すことを禁止し 、著作権の申請（登録）が必要なシステム（方式主義）から自動的に著作権が発生するシステム（無方式主義）へと移行させた。

## 方式主義からの移行
著作権の手続を満たすための要件は、著作物が何らかの媒体に「固定」(fixation)された瞬間に自動的に発生すると規定したベルヌ条約への加盟によりほとんどの国で撤廃された。ベルヌ条約は、1886年にヨーロッパを中心とした8か国によって最初に採択され、20世紀の間に拡大していった。アメリカ合衆国では、1988年のベルヌ条約実施法の成立により、1989年3月1日にベルヌ条約に加盟した。中国は1992年にベルヌ条約に加盟した。
ベルヌ条約とその後継条約の採択により、著作権を取得するために形式的手続を必要とすることは、世界中で廃れてきた。

## 形式的手続の見直し
しかし、いわゆる「孤児著作物」の問題が拡大した要因の一つとして、無方式主義による自動著作権制度が挙げられている。例えば、アメリカ合衆国著作権局が2006年に発表した「孤児著作物に関する報告書」では、形式的手続からの脱却が、孤児著作物の発生の重要な要因の一つとして挙げられている。
その結果、一部の学者や政策提言者（法学部教授で活動家のローレンス・レッシグやアメリカ下院議員のゾー・ロフグリンなど）は、登録要件のシステムや、場合によっては著作権表示のような著作権の形式的な手続に戻ることを求めている。カリフォルニア大学バークレー校のロースクールでは、2013年に"Reform(aliz)ing Copyright for the Internet Age?"（インターネット時代の著作権改革とは?）という会議を開催し、以下のように述べている。
"Formalities, which in the past three decades have largely disappeared from American copyright law, may be about to stage a comeback. ... [R]ecent research on formalities suggests that we can get many of the benefits that formalities promise for a more efficient and focused copyright law, without the problems that led us to do away with them in the first place."
過去30年間アメリカの著作権法からほとんど姿を消していた形式的手続が、そろそろ復活するかもしれません。... 形式的手続に関する最近の研究は、形式的手続により、当初形式的手続の廃止に我々を導いた問題なしに、より効率的で集中的な著作権法により多くの利益を得ることができることを示唆しています。